# Ameles nana
Ameles nana es una especie de mantis de la familia Mantidae.

## Distribución geográfica
Es endémica de la península ibérica.